# Йозеф Міршицка
Йозеф Міршицка (нім. Josef Mirschitzka, 11 січня 1914 — ?) — австрійський футболіст, що грав на позиції півзахисника. Відомий виступами у складі клубу «Адміра». Чотириразовий чемпіон Австрії, дворазовий володар кубка Австрії.

## Клубна кар'єра
У складі клубу «Адміра» (Відень) почав грати у сезоні 1930–1931. В першому своєму сезоні здобув «срібло» чемпіонату, зіграв 2 матчі у чемпіонаті і 1 у кубку.
В 1932 році «Адміра» здобула «дубль» — перемогла і в чемпіонаті країни, і в кубку. В національній першості клуб на 2 очка випередив «Вієнну». У кубку у фіналі був переможений «Вінер АК» з рахунком 6:1. На рахунку Міршицки 21 матч у чемпіонаті (з 22) і усі 5 матчів у кубку.
У 1934 році разом з командою вдруге здобув титул чемпіона Австрії. Зіграв у сезоні 15 матчів, а «Адміра» на два очка випередила «Рапід». Ці ж команди зійшлися у фіналі національного кубку, у якому клуб здобув розгромну перемогу з рахунком 8:0.
Того ж 1934 року «Адміра» дісталась фіналу кубка Мітропи. У першому раунді його клуб переміг «Наполі» (0:0, 2:2, 5:0), у чвертьфіналі — празьку «Спарту» (4:0, 2:3), у півфіналі туринський «Ювентус» (3:1, 1:2). У фіналі «Адміра» зустрілась ці ще одним італійським клубом — «Болоньєю». У першому матчі команді вдалося переломити гру і здобути вольову перемогу з рахунком 3:2. У матчі-відповіді «Адміра» поступилась з рахунком 1:5.
У сезоні 1934/35 «Адміра» стала другою у чемпіонаті, а ось у наступному розіграші знову виграла. У 1936 році клуб випередив найближчого переслідувача Вієнну на 5 очок. У кубку Мітропи 1935 клуб вилетів від угорського клубу «Хунгарія» (3:2, 1:7). 
Повернувся до складу «Адміри» у 1938 році. Чемпіонат 1938/39 років після аншлюсу називався Гауліга Остмарк і був частиною німецького чемпіонату. «Адміра» випередила на 2 очка «Рапідом» і всьоме у своїй історії стала чемпіоном. Завдяки цьому трофею клуб потрапив у фінальний турнір чемпіонату Німеччини. Клуб виграв групу, що складалась з чотирьох команд і потрапив у півфінал, де здолав з рахунком 4:1 «Гамбург». У фіналі «Адміра» зустрічалась з найсильнішою німецькою командою того часу — «Шальке». Матч для віденців завершився розгромною поразкою від гельзенкірхенців — 0:9. Міршицка грав нерегулярно - на його рахунку 4 матчі і 1 гол.

## Досягнення
- Чемпіон Австрії (4): 1932, 1934, 1936, 1939
- Срібний призер чемпіонату Австрії (2): 1931, 1935
- Володар кубка Австрії (2): 1932, 1934
- Фіналіст кубка Мітропи (1): 1934
- Фіналіст чемпіонату Німеччини (1): 1939

## Статистика

### Статистика клубних виступів
| Клуб            | Сезон   | Ліга  | Ліга | Кубок | Кубок | Кубок Мітропи | Кубок Мітропи | Всього | Всього |
| Клуб            | Сезон   | Матчі | Голи | Матчі | Голи  | Матчі         | Голи          | Матчі  | Голи   |
| --------------- | ------- | ----- | ---- | ----- | ----- | ------------- | ------------- | ------ | ------ |
| Адміра (Відень) | 1930/31 | 2     | 0    | 1     | 0     | -             | -             | 3      | 0      |
| Адміра (Відень) | 1931/32 | 21    | 0    | 5     | 0     | -             | -             | 26     | 0      |
| Адміра (Відень) | 1932/33 | 17    | 0    | 1     | 0     | 0             | 0             | 18     | 0      |
| Адміра (Відень) | 1933/34 | 15    | 0    | 5     | 0     | -             | -             | 20     | 0      |
| Адміра (Відень) | 1934/35 | 19    | 0    | 1     | 0     | 9             | 0             | 29     | 0      |
| Адміра (Відень) | 1935/36 | 18    | 0    | 2     | 0     | 2             | 0             | 22     | 0      |
| Адміра (Відень) | 1938/39 | 4+    | 1+   | 1     | 0     | -             | -             | 4+     | 1+     |
| Адміра (Відень) | 1939/40 | ?     | ?    | 1     | 0     | -             | -             | ?      | ?      |
| Адміра (Відень) | 1940/41 | ?     | ?    | 0     | 0     | -             | -             | ?      | ?      |
| Адміра (Відень) | 1941/42 | ?     | ?    | 4     | 0     | -             | -             | ?      | ?      |

### Статистика виступів у кубку Мітропи
| №                      | Розіграш               | Стадія                 | Дата та місце проведення | Команда 1              | Рахунок | Команда 2           | Голи |
| ---------------------- | ---------------------- | ---------------------- | ------------------------ | ---------------------- | ------- | ------------------- | ---- |
| 1                      | 1934                   | 1/8                    | 17.06.1934 Відень        | Адміра (Відень)        | 0:0     | Наполі              |      |
| 2                      | 1934                   | 1/8                    | 24.06.1934 Неаполь       | Наполі                 | 2:2     | Адміра (Відень)     |      |
| 3                      | 1934                   | 1/8 перегр.            | 1.07.1934 Цюрих          | Адміра (Відень)        | 5:0     | Наполі              |      |
| 4                      | 1934                   | 1/4                    | 18.07.1934 Відень        | Адміра (Відень)        | 4:0     | Спарта (Прага)      |      |
| 5                      | 1934                   | 1/4                    | 22.07.1934 Прага         | Спарта (Прага)         | 3:2     | Адміра (Відень)     |      |
| 6                      | 1934                   | 1/2                    | 25.07.1934 Відень        | Адміра (Відень)        | 3:1     | Ювентус (Турин)     |      |
| 7                      | 1934                   | 1/2                    | 29.07.1934 Турин         | Ювентус (Турин)        | 2:1     | Адміра (Відень)     |      |
| 8                      | 1934                   | Фінал                  | 5.09.1934 Відень         | Адміра (Відень)        | 3:2     | Болонья             |      |
| 9                      | 1934                   | Фінал                  | 9.09.1934 Болонья        | Болонья                | 5:1     | Адміра (Відень)     |      |
| 10                     | 1935                   | 1/8                    | 16.06.1935 Відень        | Адміра (Відень)        | 3:2     | Хунгарія (Будапешт) |      |
| 11                     | 1935                   | 1/8                    | 23.06.1935 Будапешт      | Хунгарія (Будапешт)    | 7:1     | Адміра (Відень)     |      |
| Всього у кубку Мітропи | Всього у кубку Мітропи | Всього у кубку Мітропи | Всього у кубку Мітропи   | Всього у кубку Мітропи | 11      |                     | 0    |